# Seznam starostů Loun

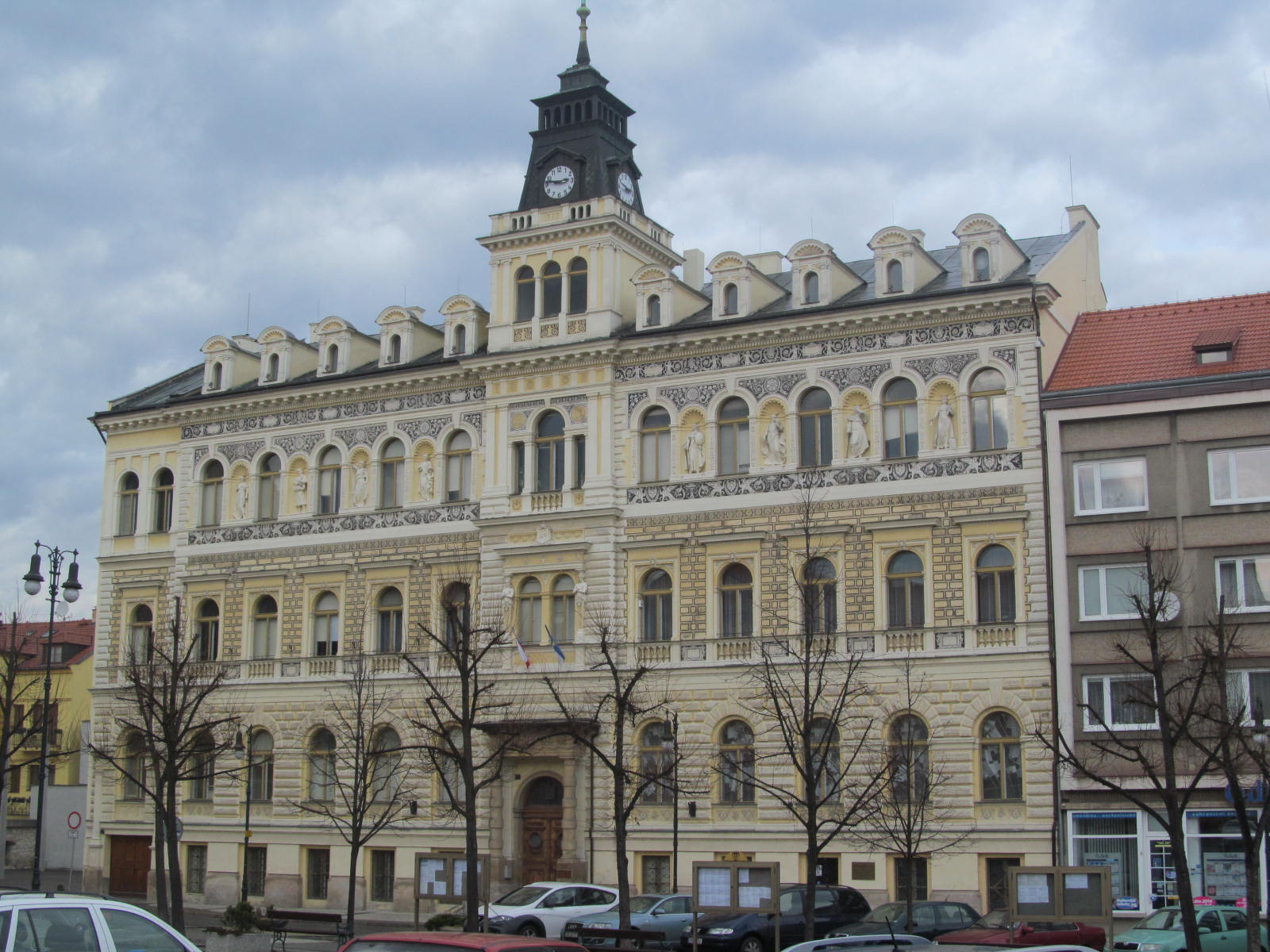
Radnice v Lounech

Toto je seznam představitelů města Loun (tedy nejvyšších představitelů tohoto města v různých historických obdobích jako starostové, primátoři nebo předsedové MNV a MěNV).

## Seznam starostů Loun v letech 1788–1850
- Václav Senft (1788–1789)
- Jan Martinides z Grillova (1789–1793)
- Augustin Christ z Goldberka (1794–1795)
- Václav Senft (1795–1799)
- František Filzbauer (1800–1808)
- Johann Flössl (1808–1830)
- Josef Pihera (1832–1836)
- František Rudolf Grünwald (1836–1838)
- JUDr. Jan Rafael Wladika (1839–1845)
- JUDr. Matyáš Rudolf Křížek (1845–1849)

## Seznam starostů Loun v letech 1850–1919
- Josef Valter (1850–1861)
- MgPh. Bedřich Sekera (1861–1862)
- Adolf Kuchinka (1862–1866)
- Jan Kostka (1866–1867)
- Alois Greif (1867–1868)
- Antonín Vidman (1868–1877)
- MUDr. Josef Frotzel (1878–1881)
- JUDr. Petr Pavel Hilbert (1881–1899), mladočeši
- JUDr. Valentin Stopka (1899–1904)
- Jan Veltrubský z Veltrub (1903–1911)
- Adolf Šaroch (1913–1914)
- rytmistr Vilém Günther (1914–1918), pověřen válečnou správou města

## Seznam starostů Loun v letech 1919–1945
- František Kozel (1918–1919)
- Josef Fousek (1919–1922)
- Eduard Fastr (1922–1923)
- Josef Rybka (1923–1925)
- Josef Fousek (1925–1942), popraven během heydrichiády
- JUDr. Heinz Rochlitzer (1942–1945), vládní komisař

## Seznam předsedů MNV a MěNV Louny v letech 1945–1990
- Jaroslav Süssmilich (1945–1946), KSČ
- Ferdinand Mayer (1946–1948)
- Jindřich Moravec (1948–1952)
- Vlastimil Nedvěd (1952–1953)
- Bohuslav Macek (1953–1963)
- Svatoslav Hejzl (1963–1971)
- Jaroslav Dudjak (1971–1976)
- JUDr. Vladimír Drápal (1976–1987)
- JUDr. Miroslav Zrůst (1987–1990)
- Ing. Emil Volkmann (1990), OF, kooptován

## Seznam starostů Loun po roce 1990
- Ing. Emil Volkmann (1990–2002), ODS
- Jan Kerner (2002–2012), ODS
- Radovan Šabata (2012–2018), USZ
- Pavel Janda (2018–2022), TOP 09
- Milan Rychtařík (od 2022), ANO